# Русько (Свідницький повіт)
Русько (пол. Rusko) — село в Польщі, у гміні Стшеґом Свідницького повіту Нижньосілезького воєводства.
Населення — 380 осіб (2011).
У 1975-1998 роках село належало до Валбжиського воєводства.

## Демографія
Демографічна структура станом на 31 березня 2011 року:
|          | Загалом | Допрацездатний вік | Працездатний вік | Постпрацездатний вік |
| -------- | ------- | ------------------ | ---------------- | -------------------- |
| Чоловіки | 192     | 35                 | 146              | 11                   |
| Жінки    | 188     | 29                 | 109              | 50                   |
| Разом    | 380     | 64                 | 255              | 61                   |